# Dele Adeleye
Ayodele « Dele » Adeleye (né le 25 décembre 1988 à Lagos, Nigeria) est un footballeur nigérian. Il évolue avec le SKA-Khabarovsk au poste de défenseur.

## Palmarès

### En sélection
- JO de Pékin 2008 :  médaille d'argent.
- Coupe du monde des moins de 20 ans 2005 :  Finaliste.